# Kazumiči Takagi
Kazumiči Takagi (* 21. listopad 1980) je japonský fotbalista.

## Klubová kariéra
Hrával za Shimizu S-Pulse, Vissel Kobe, Gamba Osaka, Oita Trinita, FC Gifu, Júbilo Iwata.

## Reprezentační kariéra
Kazumiči Takagi odehrál za japonský národní tým v letech 2008-2009 celkem 5 reprezentačních utkání.

## Statistiky
| Japonsko | Japonsko | Japonsko |
| Roky     | Záp.     | Góly     |
| -------- | -------- | -------- |
| 2008     | 3        | 0        |
| 2009     | 2        | 0        |
| Celkem   | 5        | 0        |